# Nakagawa (Nagano)
Nakagawa (jap. 中川村 Nakagawa-mura) – wieś w Japonii, na wyspie Honsiu, w prefekturze Nagano. Według danych na rok 2020 miejscowość zamieszkiwało 4 651 mieszkańców , a gęstość zaludnienia wyniosła 60,4 os./km².